# باگوس ستیادی
باگوس ستیادی (انگلیسی: Bagus Setiadi؛ زادهٔ ۲۴ ژوئن ۱۹۶۶) بدمینتون‌باز اهل اندونزی است. ستیادی پس از آن که در یکی از مسابقات چشمش آسیب دید، تمرینات منظم خود را با ایمی هنرا در سال ۱۹۹۰ شروع کرد. 